# Desaix (destroyer)
Pour les articles homonymes, voir Desaix (homonymie).
Le Desaix est un contre-torpilleur français. Il s'agit d'un ancien destroyer de la Kriegsmarine du nom de Paul Jacobi (Z5) de classe Type 1934A , une classe de destroyer construite entre 1935 et 1938. il est attribué à la France en 1945 comme prise de guerre.

## Kriegsmarine

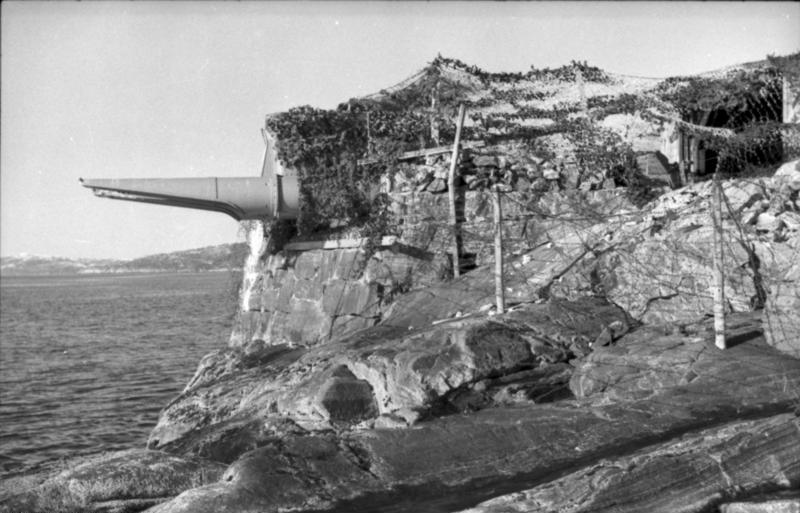
Batterie lance-torpilles de défense côtière de l'armée allemande établie à Hysneståa dans la forteresse d'Hysnes donnant sur le fjord Trondheimsfjord en Norvège en avril 1940 avec le tube lance-torpilles arrière (4 x 53 cm) du destroyer Paul Jacobi

## Marine nationale
En attente du renouvellement de la flotte, le contre-torpilleur Desaix a navigué en tant qu'escorteur de 1945 à 1949, avant d'être désarmé. Il reçut le nom initialement attribué à un contre-torpilleur de type Mogador commandé en 1940, mais jamais construit du fait de l'occupation.
Basé au port de Cherbourg (aujourd'hui  Cherbourg-en-Cotentin), il est sous les ordres de l'état-major de la Marine nationale.
Il est affecté à la protection des abords maritimes de la France, tant en métropole que sur les côtes africaines des colonies françaises et de l'Algérie.
Il est démoli en 1954.